# Municipio de North Benton (condado de Dallas)
North Benton Township es una subdivisión territorial del condado de Dallas, Misuri, Estados Unidos. Según el censo de 2020, tiene una población de 4080 habitantes.
Tiene un código de clase Z1, que indica que el township no está en funcionamiento como municipio (non-functioning county subdivision).

## Geografía
La subdivisión está ubicada en las coordenadas 37°40′56″N 93°5′36″O / 37.68222, -93.09333. Según la Oficina del Censo, tiene una superficie total de 144.30 km², de los cuales 143.69 km² corresponden a tierra firme y 0.61 km² están cubiertos de agua.

## Demografía
Según el censo de 2020, hay 4080 personas residiendo en la zona. La densidad de población es de 28.39 hab./km². El 91.79% de los habitantes son blancos, el 0.17% son afroamericanos, el 1.03% son amerindios, el 0.12% son asiáticos, el 0.17% son isleños del Pacífico, el 0.42% son de otras razas y el 6.30% son de una mezcla de razas. Del total de la población, el 2.38% son hispanos o latinos de cualquier raza.